# Sandlake
Sandlake (korábban Hembree) az Amerikai Egyesült Államok északnyugati részén, Oregon állam Tillamook megyéjében, a U.S. Route 101 közelében elhelyezkedő elhelyezkedő önkormányzat nélküli település.
Nevét az 1890. július 10-e és 1956 májusa között működő posta első vezetőjéről, A. J. Hembree-ről kapta. A település 1898. január 18-án felvette az azonos nevű tó nevét.

## Fordítás
- Ez a szócikk részben vagy egészben  a   Sandlake, Oregon című angol Wikipédia-szócikk ezen változatának fordításán alapul.  Az eredeti cikk szerkesztőit annak laptörténete sorolja fel. Ez a jelzés csupán a megfogalmazás eredetét és a szerzői jogokat jelzi, nem szolgál a cikkben szereplő információk forrásmegjelöléseként.